# Едмондс (Вашингтон)
Едмондс (англ. Edmonds) — місто (англ. city) в США, в окрузі Сногоміш штату Вашингтон. Населення — 42 853 особи (2020).

## Географія
Едмондс розташований за координатами 47°49′39″ пн. ш. 122°21′58″ зх. д. / 47.82750° пн. ш. 122.36611° зх. д. (47.827546, -122.366024).  За даними Бюро перепису населення США в 2010 році місто мало площу 47,73 км², з яких 23,06 км² — суходіл та 24,67 км² — водойми.

## Демографія
Згідно з переписом 2010 року, у місті мешкало 39 709 осіб у 17 381 домогосподарстві у складі 10 722 родин. Густота населення становила 832 особи/км².  Було 18378 помешкань (385/км²).
Расовий склад населення:
| - 83,4 % — білих - 7,1 % — азіатів - 2,6 % — чорних або афроамериканців - 0,7 % — корінних американців - 0,3 % — вихідців з тихоокеанських островів - 1,8 % — осіб інших рас |

До двох чи більше рас належало 4,1 %. Частка іспаномовних становила 5,3 % від усіх жителів.
За віковим діапазоном населення розподілялося таким чином: 18,6 % — особи молодші 18 років, 62,3 % — особи у віці 18—64 років, 19,1 % — особи у віці 65 років та старші. Медіана віку мешканця становила 46,3 року. На 100 осіб жіночої статі у місті припадало 89,8 чоловіків;  на 100 жінок у віці від 18 років та старших — 87,7 чоловіків також старших 18 років.
Середній дохід на одне домашнє господарство  становив 100 983 долари США (медіана — 75 044), а середній дохід на одну сім'ю — 126 042 долари (медіана — 97 866). Медіана доходів становила 64 552 долари для чоловіків та 56 281 долар для жінок. За межею бідності перебувало 8,3 % осіб, у тому числі 9,7 % дітей у віці до 18 років та 5,6 % осіб у віці 65 років та старших.
Цивільне працевлаштоване населення становило 20 818 осіб. Основні галузі зайнятості: освіта, охорона здоров'я та соціальна допомога — 23,1 %, роздрібна торгівля — 12,6 %, науковці, спеціалісти, менеджери — 11,6 %.